# Резервіст

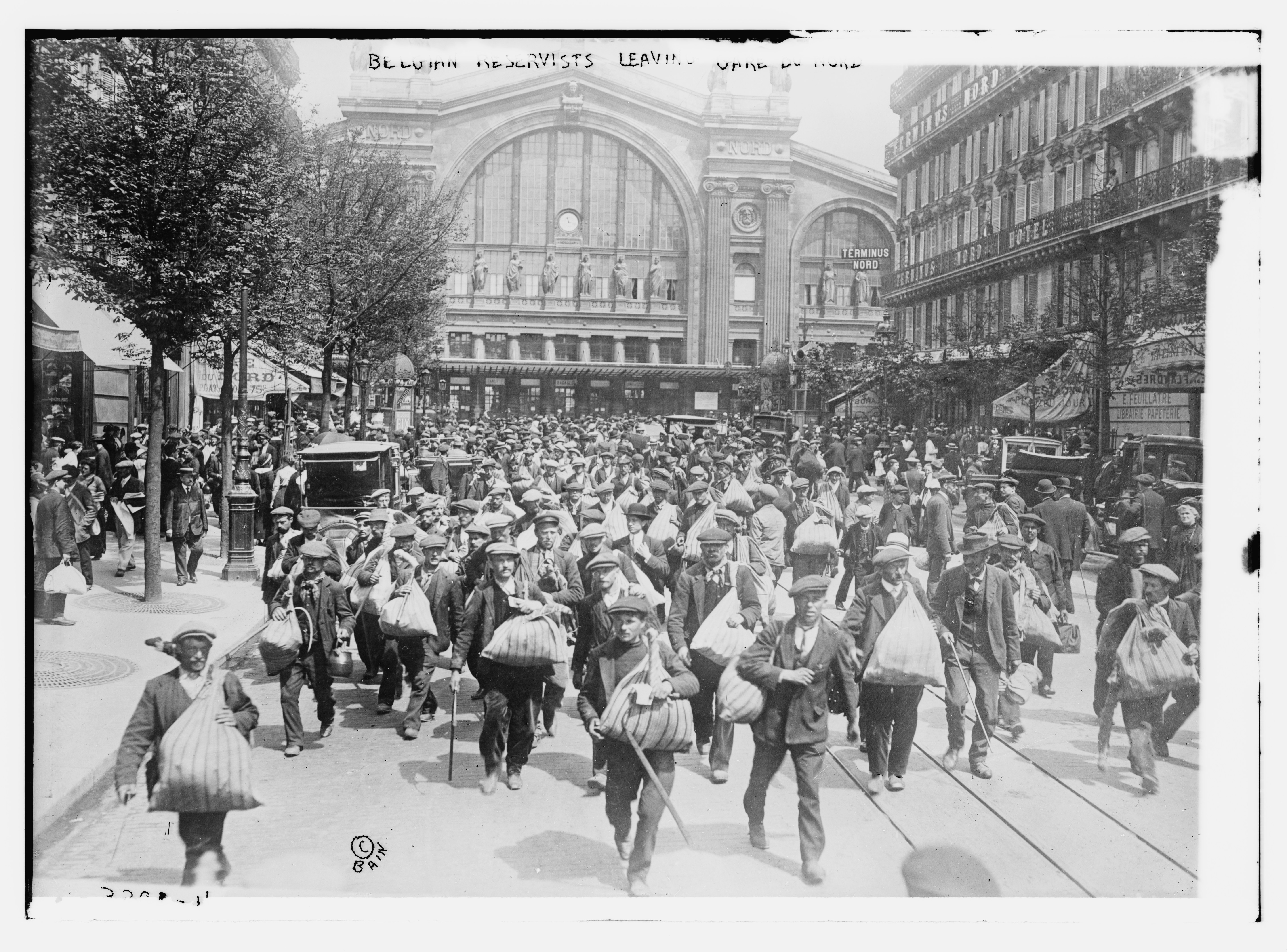
Бельгійські резервісти залишають Північний вокзал у Парижі, 1914 рік

Резервісти — це військовозобов'язані громадяни, які проходять службу у військовому резерві збройних сил, або інших утворених відповідно до закону військових формувань. Вони ведуть цивільний спосіб життя і в мирний час роблять кар'єру поза межами збройних сил. Резервісти зазвичай проходять регулярну військову підготовку — щомісячні заняття та щорічні навчання для підтримання на належному рівні своїх військових навичок. Резервісти переважною більшістю є колишніми військовослужбовцями і, залежно від національного законодавства, залишаються в резерві добровільно або примусово.

## В Україні
У резерв Збройних Сил України та інших військових формувань зараховуються громадяни України, придатні за станом здоров'я до проходження військової служби в мирний або воєнний час і які не досягли граничного віку перебування в резерві. Вони перебувають на військовому обліку в районних (міських) військових комісаріатах та відповідних органах інших військових формувань. Військовозобов'язані в добровільному порядку можуть бути зараховані у військовий резерв Збройних Сил України та інших військових формувань, який складається з громадян, що проходять службу у військовому резерві, та громадян, які відібрані кандидатами для зарахування на службу у військовому резерві.
Служба у військовому резерві встановлюється з метою планомірної підготовки громадян України для комплектування особовим складом Збройних Сил України та інших військових формувань на особливий період шляхом здобуття або вдосконалення військово-облікової спеціальності, набуття практичних навичок і умінь під час її проходження.
Громадяни, у разі прийняття їх на службу у військовому резерві або її продовження на новий строк, укладають контракт про проходження служби у військовому резерві Збройних Сил України або інших військових формувань. Програми підготовки резервістів Збройних Сил України, порядок та обсяги підготовки за військово-обліковими спеціальностями, час та строки проведення підготовки визначаються Генеральним штабом Збройних Сил України, а в інших військових формуваннях — їх керівниками, за погодженням з Генеральним штабом Збройних Сил України.
Запас військовозобов'язаних поділяється на першу і другу категорії.
До запасу першої категорії належать військовозобов'язані, які проходили військову службу та здобули під час її проходження військово-облікову спеціальність.

До запасу другої категорії належать військовозобов'язані, які не здобули військово-облікової спеціальності під час проходження військової служби або не проходили військової служби, а також військовозобов'язані-жінки. Військовозобов'язані, зараховані в запас другої категорії, у разі здобуття під час перебування в запасі військово-облікової спеціальності переводяться до запасу першої категорії.
Запас військовозобов'язаних поділяється на два розряди, що встановлюються залежно від віку військовозобов'язаних. Військовозобов'язані, які перебувають у запасі та мають військові звання рядового, сержантського і старшинського складу, поділяються на розряди за віком:
- Перший розряд
- Другий розряд
- Рядовий склад
  - До 35 років
  - До 60 років
- Сержантський і старшинський склад
  - Сержанти і старшини До 45 років
- Прапорщики і мічмани До 60 років

Особи офіцерського складу, які перебувають у запасі, поділяються на розряди за віком:
- Перший розряд
- Другий розряд
- Молодший офіцерський склад
  - До 45 років
  - До 60 років
- Старший офіцерський склад: майор (капітан 3 рангу), підполковник (капітан 2 рангу)
  - До 50 років
  - До 60 років
- Полковник (капітан 1 рангу)
  - До 55 років
  - До 60 років
- Вищий офіцерський склад
  - До 65 років

Граничний вік перебування в запасі другого розряду є граничним віком перебування в запасі та у військовому резерві. Військовозобов'язані-жінки незалежно від присвоєних їм військових звань зараховуються до запасу другого розряду. Граничний вік перебування їх у запасі встановлюється: для осіб офіцерського складу — 50 років, для інших військовозобов'язаних-жінок — 50 років.